# Gran Premio FECOCI
El Gran Premio FECOCI (o Gran Premio Federación Costarricense de Ciclismo) es una carrera ciclista profesional de un día que se realiza en Costa Rica.
La primera edición se corrió en 2018 siendo parte del UCI America Tour como competencia de categoría 1.2.

## Palmarés
| Año  | Ganador       | Segundo       | Tercero       |
| ---- | ------------- | ------------- | ------------- |
| 2018 | William Muñoz | Óscar Sevilla | Eduardo Corte |

## Palmarés por países
| País     | Victorias |
| -------- | --------- |
| Colombia | 1         |